# ارس قلمی هیمالیا
ارس قلمی هیمالیا (نام علمی: Juniperus semiglobosa) نام یک گونه از سرده ارس است.